# Buongiorno gente
Buongiorno gente è il singolo con il quale la cantautrice Ania ha vinto la manifestazione Sanremofestival.59, collegata con il Festival di Sanremo 2009.

## Descrizione
Come da regolamento della manifestazione Sanremofestival.59 il brano fu reso pubblico il 14 gennaio 2009, tramite video sul sito della manifestazione Rai.
Superando le varie soglie di eliminazione previste dal concorso, il brano risultò il più votato della fase finale; fu eseguito per la prima volta in modalità live il 21 febbraio 2009 durante l'ultima serata del Festival. In quella stessa occasione, oltre a ricevere la palma d'argento, il brano fu premiato anche dalla SIAE per mano del suo presidente Giorgio Assumma.

## Tracce
1. Buongiorno gente – 3:29

## Classifiche
| Classifica (2009) | Posizione raggiunta |
| ----------------- | ------------------- |
| Italia            | 11                  |